# Associatie van ganzenvoeten en beklierde duizendknoop
De associatie van ganzenvoeten en beklierde duizendknoop (Chenopodietum rubri) is een associatie uit het tandzaad-verbond (Bidention).

## Naamgeving en codering
- Syntaxoncode voor Nederland (rVvN): r30Aa03
- Natura2000-habitattypecode (EU-code): H3270
- BWK-karteringscode: ku*

De wetenschappelijke naam Chenopodietum rubri is afgeleid van Chenopodium rubrum dat een synoniem is van de botanische naam van de kensoort rode ganzenvoet (Oxybasis rubra).

## Fysiognomie
De associatie omvat open tot gesloten, laagblijvende pioniervegetatie op droogvallende gronden.

## Subassociaties in Nederland en Vlaanderen
Van de associatie van ganzenvoeten en beklierde duizendknoop worden in Nederland en Vlaanderen drie subassociaties onderscheiden.

### Subassociatie met zilte schijnspurrie
Een subassociatie met zilte schijnspurrie (Chenopodietum rubri spergularietosum) ontwikkelt zich op standplaatsen met een voor deze associatie relatief hoge saliniteit. De syntaxoncode van deze subassociatie voor Nederland (rVvN) is r30Aa03a.

### Arme subassociatie
Een arme subassociatie (Chenopodietum rubri inops) ontwikkelt zich vooral bij verslempte hoeken van akkers en bij mesthopen. De syntaxoncode van deze subassociatie voor Nederland (rVvN) is r30Aa03b.

### Subassociatie met akkerkers
Een subassociatie met akkerkers (Chenopodietum rubri rorippetosum) ontwikkelt zich hoofdzakelijk op droogvallende oevers van rivieren, strangen, kleiputen en kolken. Zwarte mosterd kan soms faciësvormend optreden in deze subassociatie. De syntaxoncode van deze subassociatie voor Nederland (rVvN) is r30Aa03c.

## Fotogalerij

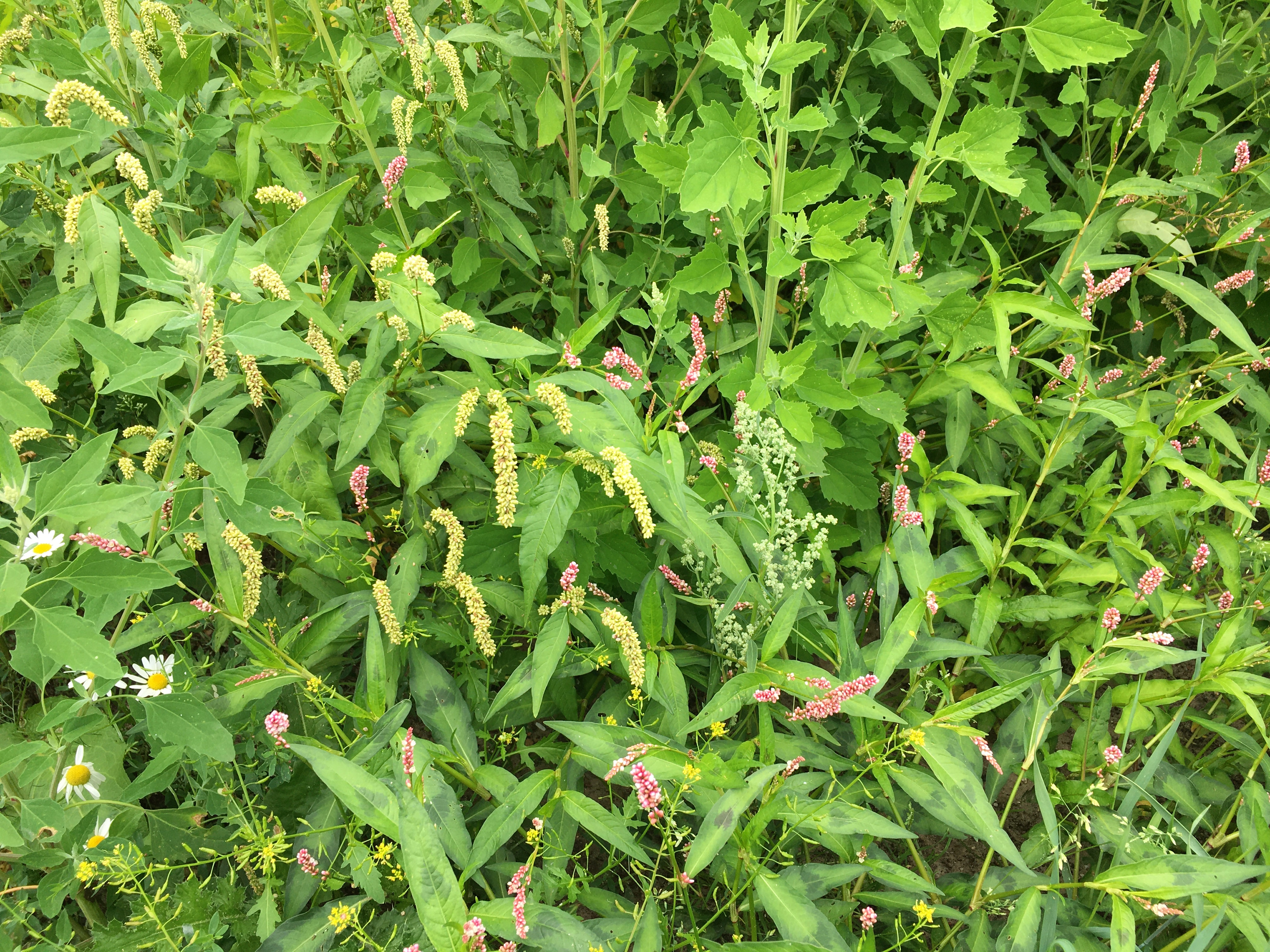